# Tortorici
Tortorici település Olaszországban, Szicília régióban, Messina megyében. Lakosainak száma 5705 fő (2023. január 1.). Tortorici Bronte, Castell’Umberto, Floresta, Galati Mamertino, Randazzo, San Salvatore di Fitalia, Sinagra, Ucria és Longi községekkel határos.

## Népesség
A település lakossága az elmúlt években az alábbi módon változott:
| Lakosok száma | 6318 | 6259 | 5705 |
|               | 2017 | 2018 | 2023 |